# Viki Gabor
Wiktoria "Viki" Genowefa Gabor (Hamburgo, 10 de julho de 2007) é uma cantora teuto-polaca. Viki começou a sua carreira em 2019, quando alcançou o segundo lugar na segunda temporada do programa The Voice Kids Poland. Alguns meses depois, em novembro, venceu o Festival Eurovisão da Canção Júnior 2019 com a música "Superhero", tornando-se na segunda polaca a vencer o concurso, após o triunfo de Roksana Węgiel em 2018. A vitória de Viki marcou a primeira vez que um país venceu o Festival Eurovisão Da Canção Júnior duas vezes consecutivas e estabeleceu ainda o recorde para o maior número de pontos arrecadados por um participante na competição.

## Juventude
Gabor nasceu em Hamburgo em uma família polonesa cigana. Após seu nascimento, eles voltaram para a Polônia; Eles então se mudaram para o Reino Unido e mais tarde se estabeleceram em Cracóvia quando ela tinha sete anos. Gabor tem uma irmã mais velha chamada Melisa, que é compositora musical.

## Carreira

### 2019-presente: The Voice Kids Poland
No final de 2018, Gabor concorreu em audições para a segunda temporada do The Voice Kids Poland. Ele se juntou ao time Tomson & Baron, e continuou avançando na competição, chegando às finais e lançando seu primeiro single "Time".
Depois de The Voice Kids, Wiktoria foi selecionado para interpretar "Time" no Young Choice Awards do Top of the Top Sopot Festival 2019.

### Junior Eurovision 2019: A consolidação
Viki foi selecionada para competir no reinício Szansa na sukces , que estava sendo usado para selecionar o representante polonês para o Junior Eurovision Song Contest 2019. Ela avançou para a final, onde foi finalmente declarada vencedora com a música "Superhero". O festival foi realizado no dia 24 de novembro em Gliwice (Silésia). Gabor foi o décimo primeiro ato entre dezenove participantes, eventualmente vencendo a competição, ficando em segundo lugar para os júris profissionais e com a pontuação mais alta com o voto dos fãs online. Esta vitória marcou Gabor como o segundo participante polonês a vencer o Junior Eurovision, a primeira vez que um artista representando o país anfitrião ganhou este festival e fez da Polônia o primeiro país a vencer o concurso duas vezes consecutivas.

### Avanço
Após sua experiência no Junior Eurovision Song Contest, Viki lançou um single, "Ramię w ramię" com Kayah, e meses depois ela lançou um segundo single, "Getaway" no final de abril de 2020.

## Vida pessoal
A mídia polonesa vê Gabor e a jovem cantora polonesa Roksana Węgiel (também vencedora do Eurovisão Júnior de 2018) como uma rivalidade. Ambas as cantoras negaram essas afirmações, com Viki descrevendo Roxie como 'um grande modelo a seguir'.

## Discografia

### Singles
- Time (2019)
- Superhero (2019)
- Ramię w ramię (com Kayah) (2020)
- Getaway (2020)
- Forever and a Night (2020)
- Not Gonna Get It (2020)